# Pitar simpsoni
Pitar simpsoni är en musselart som först beskrevs av Dall 1895.  Pitar simpsoni ingår i släktet Pitar och familjen venusmusslor. Inga underarter finns listade i Catalogue of Life.